# Szkoła Czystej Krainy

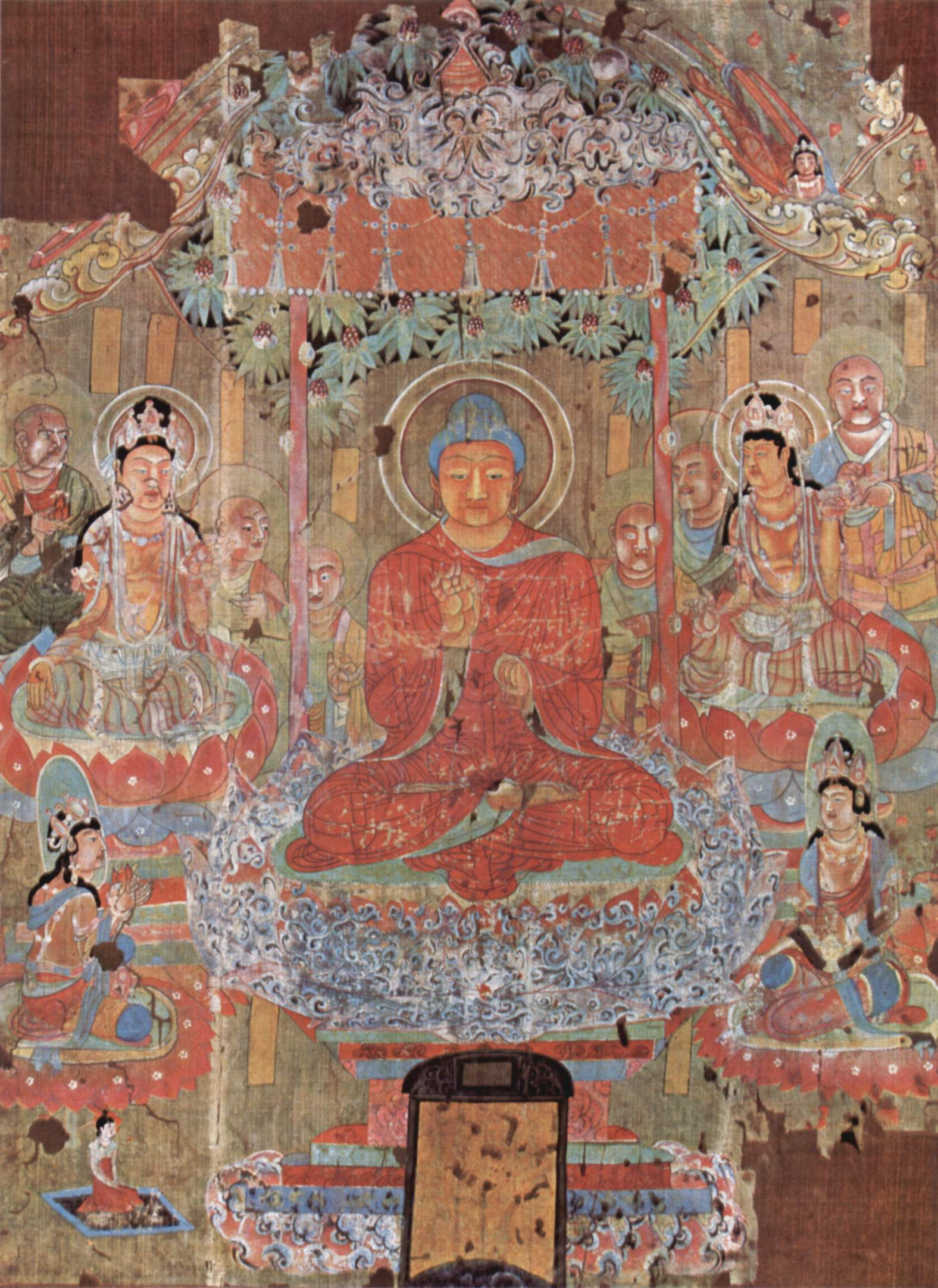
Amitabha w Zachodnim Raju

Szkoła Czystej Krainy (także: Szkoła Czystej Ziemi; chiń. jingtuzong (淨土宗); kor. chŏngt'o chong (정토종); jap. jōdo-shū (浄土宗); wiet. Tịnh độ tông) – odłam buddyzmu chińskiego koncentrujący się na kulcie buddy Amitabhy i odrodzeniu w jego Czystej Krainie.

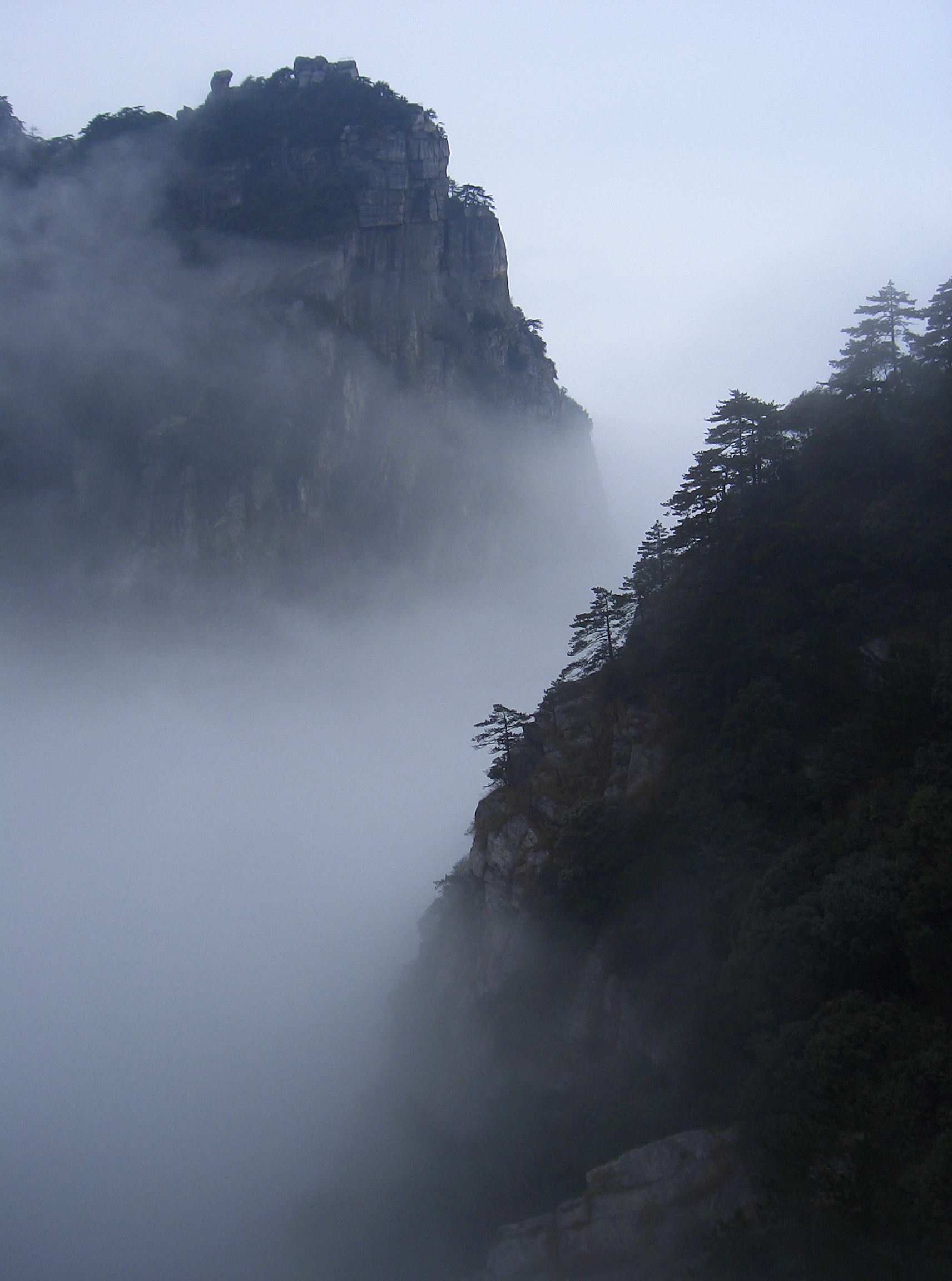
Góra Lu (chin. Lushan) – miejsce powstania kultu

## Podstawy teoretyczne
Nauki szkoły oparte są na trzech głównych sutrach:
- Amitābha sūtra chiń. Emítuó(fo) jīng 阿彌陀(佛)經; kor. Amit'a(bul) kyŏng 아미타(불)경; jap. Amida(butsu) kyō; wiet. A di đà (phât) kinh – zwana Mniejszą sutrą Sukhawatiwjuhą. W niej znajduje się opis Czystej Krainy buddy Amitabhy. Przetrwało jedynie tłumaczenie Kumaradżiwy
- Amitāyus sūtra chiń. wúliáng shòu jīng trad. 無量壽經, uproszcz. 无量寿经); kor. Muryangsu kyŏng 무량수경; jap. Muryōjukyō; wiet. Vô Lượng Thọ Kinh – zwana także Większą sutrą Sukhawatiwjuhą. Zawiera historię bhikszu i bodhisattwy Dharmakāry i jego 48 ślubowań. Była tłumaczona na j. chiński 10 razy, z czego pięć tłumaczeń przetrwało do dziś.
- Amitāyurdhyāna sūtra chiń. Fó shuō guān wúliàngshòufó jīng 佛說觀無量壽佛經 lub  Guānwúliáng shòu jīng 觀無量壽寿經; kor. Kwanmuryangsu kyŏng 관무량수경; jap. Kanmuryōju-kyō 観無量寿経; wiet. Quan Vô Lượng Thọ Kinh – czyli Sutra medytacji Amitajusa, zawierająca metody medytacji.

## Praktyka
W szkole tej stosowano trzy podstawowe praktyki:
- Praktyka nianfo czyli stałego powtarzania nanwu emituofo (skt. namo Amitābhaya – chwała buddo Amitabho), co było wynikiem pewnych amidystycznych wpływów z Indii. Nianfo połączone było z wiarą w wybawienie wszystkich dzięki ufności w buddę Amitabhę, ponieważ Natura Buddy jest obecna we wszystkich istotach, i ponieważ faktycznie wszyscy i każdy z osobna są nierozerwalnie zawsze razem. Recytuje się także 48 ślubowań Dharmakary – przyszłego buddy Amitabhy.
- Praktyka powtarzania mantry Amitabhy dla odrodzenia się w Czystej Krainie:

Namo Amitābhaya Tathāgatāya tadyathā amritabhave amritasambhave amritavikrante amritavikrantagamini gagana kirtichare svāha.
- Kontemplacja buddy Amitajusa. Szesnaście metod medytacji dla urzeczywistnienia jednego z dziewięciu poziomów odrodzenia się w Czystej Krainie.

W Chinach ta forma buddyzmu stała się niezwykle popularna, zwłaszcza wśród najmniej wykształconych warstw społeczeństwa. Było to spowodowane prostotą praktyki i tym, że szkoła Czystej Krainy reprezentowała tzw. łatwą drogę, podczas gdy druga najpopularniejsza szkoła chan, reprezentowała tzw. trudną drogę. W szkole Czystej Krainy celem nie była już sama nirwana, ale Czysta Kraina – Zachodni Raj buddy Amitabhy, który mocą swojej łaski pomaga wszystkim w wyzwoleniu. Praktykujący liczyli na pomoc z zewnątrz, łaskę buddy Amitabhy. Już samo recytowanie imienia Amitabhy wystarczało do wybawienia od cierpienia.

## Krótka historia
Sukhawatiwjuha sutra dłuższa przedstawia zgromadzenie w Czystej Krainie (Sukhawati), któremu przewodniczy budda Amitabha - Nieskończone Światło, czyli także Amitajus - Nieskończone Życie. W Sukhawatiwjusze krótszej podkreślona natomiast jest wiara i oddanie, które stopniowo zaczęły zyskiwać coraz większą akceptację wśród buddystów. Był to zupełnie nowy element w buddyzmie, bowiem hinajana zgodnie z wczesnymi naukami Buddy była ukierunkowana na poleganiu tylko na sobie i na samowyzwoleniu. Jednak w tej sutrze podkreśla się, że nie czyjś własny wysiłek, ale moc Amitabhy ma skutek zbawiający. Była to więc zmiana z wiary we własną wewnętrzną siłę, na siłę zewnętrzną cudzą.
Ta zmiana wydarzyła się w okresie przechodzenia z hinajany do mahajany. Przede wszystkim myśliciele mahajany nie byli całkowicie zadowoleni z wąskiego duchowego punktu widzenia zawartego w hinajnistycznej koncepcji karmy. Budda osiągnął oświecenie po zgromadzeniu odpowiedniej ilości zasług, co trwało przez całe eony. Zważywszy na jego wielkie współczucie i miłość, było to wręcz niepojęte, że mógłby ograniczyć czyny prowadzące do zasług tylko dla siebie. Karma zatem nabrała wymiaru kosmicznego, a duchowe osiągnięcie Buddy zostało zreinterpretowane z indywidualnego, izolowanego zdarzenia, na uniwersalny epizod do podziału przez całą ludzkość. Tak powstała doktryna parinamany (skr. pariṇāmana), czyli przeniesienia zasług z Buddy lub bodhisattwy na odczuwające istoty. Nie wszystkie bowiem jednostki ludzkie mają wystarczającą siłę, aby móc poradzić sobie z problemem osiągnięcia wyzwolenia, dlatego muszą polegać na innej, większej od ich własnej, cudzej sile. A w Czystej Krainie dysponentem tej siły jest Amitabha.
Prawdopodobnie pierwsze posągi buddy Amitabhy pojawiły się już w okresie Gandhary. Świadczy to o zmianach jakie zaczęły zachodzić w buddyzmie, ponieważ wcześniej wprowadzenie drugiego buddy do tego samego uniwersum, było niemożliwe. W III wieku naszej ery kult Amitabhy był już w Indiach dobrze rozwinięty, zwłaszcza w północno-zachodniej części kraju. Stamtąd rozpoczęło się rozprzestrzenianie kultu na tereny Azji Środkowej.
Amitabha przebywa w Zachodnim Raju, który stworzył dzięki swojej nieskończonej miłości dla odczuwających istot. Amitabha ślubował, że każdy, kto ma absolutną wiarę w niego i Czystą Krainę - będzie właśnie tu odrodzony. W tej Czystej Krainie Amitabhy "premierem" jest Awalokiteśwara, zawsze współczujący (współodczuwający) bodhisattwa, który jest nieustannie gotowy udać się wszędzie, aby poprowadzić wiernego do kraju czystości i błogości. Wiara i oddanie wiernych są wykazywane przez powtarzanie namoamitābha(buddha) (chiń. namuemituofo; jap. namuamidabutsu).
Sutry związane z Czystą Krainą były tłumaczone na język chiński już w III w., a od V w. Awalokiteśwara stał się już bardzo popularny. Posągi tego bodhisattwy znajdują się w jaskiniach Yungang. Wraz z rozprzestrzenianiem się idei Czystej Krainy po VI w. stawał się on jeszcze bardziej popularny. W okresie Tang i na początku okresu Song jest wciąż przedstawiany w postaci męskiej. Na malowidłach z Dunhuangu jest często portretowany z wąsami. Jednak już w okresie Tang pojawia się nowy element w tantrycznej sutrze z VIII w. Pojawia się w niej żeńska Guanyin odziana w biel. Od X w. malarze przedstawiają tę wersję, która nazywana jest Baiyi Guanyin. Buddyzm mahajany zawsze postrzegał oświecenie jako połączenie mądrości ze współczuciem. W buddyzmie tantrycznym były one reprezentowane przez męskość i żeńskość. Po wprowadzeniu elementu żeńskiego, wszyscy buddowie i bodhisattwowie otrzymali żeńskie małżonki. Małżonka Awalokiteśwary w buddyzmie tybetańskim była nazywana Białą Tarą (skr. Pāndaravāsinī), czyli "odzianą w biel". Baiyi Guanyin jest dokładnym tłumaczeniem tej nazwy.
Wkrótce ta postać Guinyin została przejęta z buddyzmu przez ludową religię w Chinach. Pojawiły się również inne formy Guanyin, takie jak np. Songzi Guanyin (dająca dzieci).
Prawdopodobnie najwcześniejszymi wyznawcami Czystej Krainy w Chinach byli Que Gongze (zm. ok. 274 r.) i jego uczniowie Wei Shidu oraz matka Weia, którzy pochodzili z Luoyangu. Współczesny im był mnich z Chin środkowych Sengxian, który pod koniec życia zaangażował się w medytację związaną z Zachodnim Rajem. W czasie Wschodniej dynastii Jin Czystą Krainą interesowało się coraz więcej mnichów. Wśród nich był bardzo dobrze znany Zhidun (IV w.), który w jednym ze swoich tekstów opisał Czystą Krainę Amitajusa, a nawet podobno wykonał podobiznę Amitajusa. Jednak wcale nie chciał zakładać odrębnej szkoły związanej z Czystą Krainą.

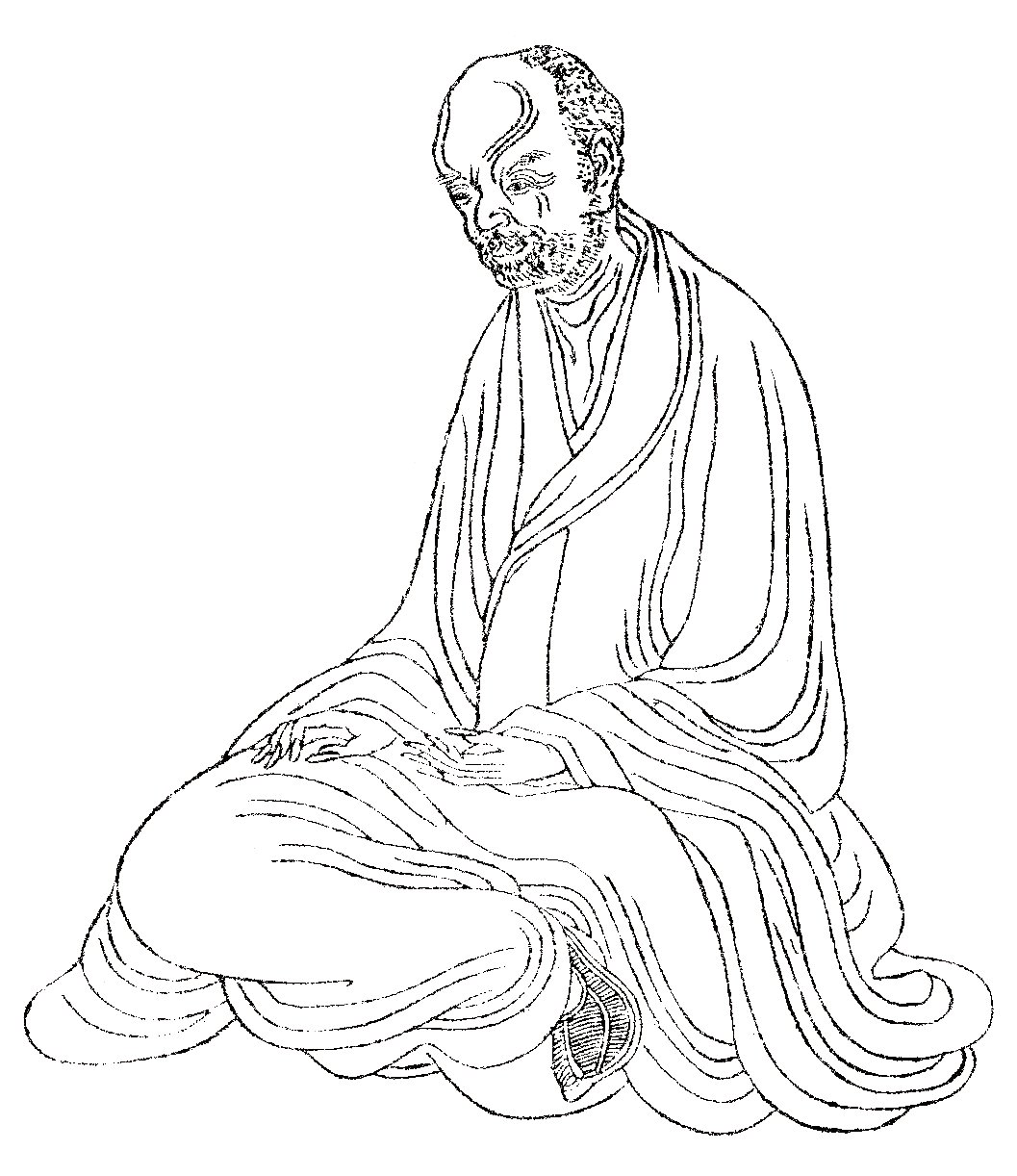
Huiyuan

### Huiyuan
W 402 r. Huiyuan (慧遠) zgromadził grupę 123 wyznawców kultu przed posągiem buddy Amitabhy i ślubowano odrodzić się w Zachodnim Raju buddy Amitabhy – Sukhawati. Sformowali oni pierwszą znaną organizację Czystej Krainy, tzw. Stowarzyszenie Białego Lotosu. Mimo tego nigdy nie wprowadził tych idei do społeczeństwa. Jego grupa wyznawców Amitabhy składała się z pustelników, samotników, emerytowanych uczonych i ludzi, którzy chcieli uciec od świata. Mimo tego jest zwykle uważany za pierwszego patriarchę szkoły w Chinach, zapewne głównie z tego powodu, że jego grupa służyła za inspiracyjny model dla późniejszych grup wyznawców Czystej Krainy.

### Tanluan
Kolejną, bardzo ważna osobą dla tego ruchu był Tanluan (476-542), który przebywał w pobliżu góry Wutai na północy. Północ Chin była rejonem nieustannie infiltrowanym przez nie-Chińczyków, poziom kulturalny społeczności obniżał się. Mieszkańcy tych rejonów byli bardziej związani z formą buddyzmu, która podkreślała magię, omeny, mistyczne formuły i wróżby. Wiele buddyjskich sutr poczętych w tych regionach zawierało właśnie takie nastawienie. Tanluan należał do tego typu ludzi. Poszukiwał tekstów z magicznymi sformułowaniami, już to taoistycznymi np. pochodzącymi od Tao Hongjinga (452-536), już to od samego Bodhiruciego, który nauczył Tanluana tekstu o Czystej Krainie. Tanluan szybko porzucił taoistyczny tekst Xianjing (Sutra o nieśmiertelności) i od około 530 r. całkowicie skoncentrował się na osiągnięciu Zachodniego Raju i propagowaniu zasad Czystej Krainy. Prawdopodobnie praktyka recytacji i medytacji związana z różnymi atrybutami buddy Amitabhy (imieniem, cechami, nadzwyczajnymi zdolnościami, zasługami, mądrością itd.) pochodzi właśnie od niego. Na pewno od niego pochodzi ustna inwokacja imienia Amitabhy. Starał się ją rozpowszechnić w społeczeństwie oraz w grupach swoich uczniów, które organizował na północy.
Dzięki jego wysiłkom zasady Czystej Krainy rozpowszechniły się w północnych Chinach, co można zobaczyć w grotach Longmen. W 520 r. znajdowała się tam jedna figura Amitabhy i trzy Awalokiteśwary. Ale w dziesięć lat później było już sześć posągów Amitabhy i dziesięć Awalokiteśwary.

### Daochuo
Po śmierci Tanluana w Chinach powstała teoria związana z trwaniem Dharmy buddyjskiej na ziemi. Według niej były trzy okresy trwania buddyzmu: okres prawdziwej Dharmy, okres fałszywej Dharmy i okres upadku Dharmy. Powstała nawet Szkoła Trzech Etapów czy też Poziomów, ściśle związana ze szkołą Dilun. Wierzono, że w 550 r. rozpoczął się okres upadku Dharmy. Pojawił się problem, jak w tym okresie można się samemu zbawić i jak można zbawić całe społeczeństwo od grzechów i występków szerzących się w tym czasie. Zarówno wierni Czystej Krainy jak i Szkoła Trzech Etapów zgodzili się z tezą o upadku Dharmy, ale ich propozycje rozwiązania problemu były całkowicie odmienne. Xinxing (540-594) - założyciel ruchu Trzech Etapów - wprowadził pewnego rodzaju panteizm, w którym każdy był potencjalnym buddą i wartym czci. Natomiast ówczesny lider Czystej Krainy - Daochuo (562-645) - wskazał na jednego buddę Amitabhę, który ślubował wybawić wszystkie odczuwające istoty od grzechu i zdeprawowania. Nauczał, że jedyną rzeczą konieczną do ucieczki od zła tego okresu jest wzięcie schronienia u Amitabhy. W VII w. te dwie różne propozycje pozwoliły na powstanie wielu intensywnych działań buddystów w północnych Chinach. Ponieważ ruch Trzech Etapów twierdził, że jedynie ich poglądy są prawdziwe, a w tym czasie nie ma żadnych rządów, które mogły zyskać poparcie i szacunek ludzi, spotkał się z opozycją zarówno ze strony innych tradycji buddyjskich i władz państwowych, które zaczęły ruch prześladować. To dało wolną rękę nauczycielom Czystej Krainy, którzy zaczęli wykorzystywać nadającą się okazję. Zyskali pozytywny oddźwięk zarówno od ludzi, jak i od tronu.
Za rozprzestrzenienie się nauk szkoły odpowiadali Daochuo i jego uczeń Shandao (613-681). Głównym dziełem  Daochuo było Anle ji (Zbiór esejów o Zachodnim Raju). Wiodącym jego tematem był problem jak w czasie upadku Dharmy ignoranci mogą wejść do Czystej Krainy. Jego odpowiedź była z jego punktu widzenia oczywista - dzięki praktyce nianfo inwokującej Buddę lub dzięki koucheng nianfo - wypowiadania imienia Buddy. Gdy ktoś będzie to robił z niepodzielnym umysłem, cale zło tego świata będzie przezwyciężone, wszystkie grzechy wytarte, a taka osoba odrodzi się w Czystej Krainie. Daochuo zachęcał ludzi do wykorzystywania w nianfo pereł Buddy (chiń. 佛珠, fozhu, "różaniec"). Daochuo zachęcał również do liczenia liczby powtórzeń. Wiadomo, że jego uczeń Daosheng wypowiedział imię Buddy milion razy w ciągu siedmiu dni.

### Shandao
Kolejnym wielkim propagatorem Czystej Krainy był Shandao (613-681). Jego głównym dziełem jest Guanjing su (Komentarz do "Sutry o koncentracji"). W pracy tej twierdzi, że do odrodzenia się w Czystej Krainie mogą prowadzić pięciorakie działania:
1. Wypowiadanie imienia Buddy
2. Śpiewanie sutr
3. Medytowanie o Buddzie
4. Oddawanie czci wyobrażeniom Buddy
5. Śpiewanie pochwał Buddzie
Już z układu tej tabelki widać, że najważniejsza była praktyka nianfo. Uważał, że praktykowanie nianfo z niepodzielnym i uspokojonym umysłem może wymazać grzechy skumulowane w czasie 80 kalp. Prostota tej praktyki w ciężkich czasach powodowała, że była ona podejmowana przez zwyczajnych ludzi. Mimo tego Shandao uważał, że te cztery dodatkowe praktyki są bardzo ważne i osobiście praktykował wszystkie. Podczas pobytu w stolicy miał tysiące uczniów, dla których podobno wykonał kilkadziesiąt tysięcy kopii Sutry Czystej Krainy.

### Cimin Huiri
Kolejnym bardzo ważnym propagatorem Czystej Krainy był Cimin Huiri (680-748). Po powrocie w 716 r. z Indii całkowicie poświęcił się szerzeniu praktyki nianfo wśród mas. Po jego śmierci cesarz Xuanzong nadał mu tytuł Ciming (Współczujący i Życzliwy). Za jego życia coraz większym powodzeniem cieszyła się szkoła chan prowadzona przez Huinenga, której praktyka pod każdym względem była sprzeczna z ideami Czystej Krainy i stanowiła przeszkodę w szerzeniu nauk o Zachodnim Raju. Mimo to, Cimin starał się przezwyciężyć uprzedzenia do szkoły chan (oskarżał ich za lenistwo, za niepraktykowanie moralnych wskazań, za nauczanie, że świat jest nierzeczywisty, że nie ma zła, którego należy unikać ani dobrych czynów, które należy wykonywać). Utrzymywał, że buddyzm spoczywa na trójnogu: studiowanie, medytacja i moralność. Muszą być one czynione z jednakową siłą i żaden element z trójcy nie może być pominięty. Nie sprzeciwiał się medytacji chan, tylko uważał, iż nie można się całkowicie poświęcać tylko niej. Uważał, że taka jednostronność i nastawienie przeciwko sutrom i przeciwko dyscyplinie moralnej, powoduje niepożądane skutki. W celu przeciwdziałania temu zaproponował trzy istotne zasady:
1. Harmonijna praktyka medytacyjna i studiowanie
2. Życzliwa praktyka nianfo i medytacji
3. Praktyka nianfo dopełniona moralnością
Pozostawił po sobie tylko kilka tekstów bez tłumaczeń i komentarzy. Jedna z jego prac Jingtu cipei ji (Zebrane eseje o współczuciu Czystej Krainy) została ponownie wydana w okresie Song, jednak ponieważ Cimin ostro w niej atakował idee i praktyki szkoły chan, władze zabroniły rozpowszechniania tej pracy, a następnie zniszczono drewniane bloki, z których ją wydrukowano.
Ponieważ w innych pracach bronił życzliwej praktyki nianfo i medytacji chan jest uważany za pierwszą osobę, która podjęła się zharmonizowania nauk Czystej Krainy i chanu. Dla mnichów łączących praktyki Czystej Krainy z praktykami chan, a takim był np. mistrz chan Yongming Yanshou (904-975), wydawał się on być duchowym mistrzem.

### Fazhao
Wnukiem w Dharmie Cimina był Fazhao. Był aktywny w Chang’anie w czasach panowania takich cesarzy jak Daizong (pan. 763-779) i Dezong (pan. 780-804), a więc w okresie, gdy dynastia Tang dokonywała wysiłku, aby przywrócić dawną chwałę po niszczącej rebelii An Lushana. Mimo tego, że w stolicy znajdowali się wówczas tacy świetni nauczyciele innych szkół jak Amoghawadżra (szkoła tantryczna), Jingxi Zhanran (tiantai), Chengguan (huayan), Fazhao odniósł tak wielki sukces w szerzeniu praktyk Czystej Krainy, że był przez współczesnych nazywany "Późnym" Shandao. Wprowadził praktykę inwokacji imienia Amitabhy w pięciu tonacjach. Otrzymał tytuł Narodowego Nauczyciela.

## Chan a Czysta Kraina

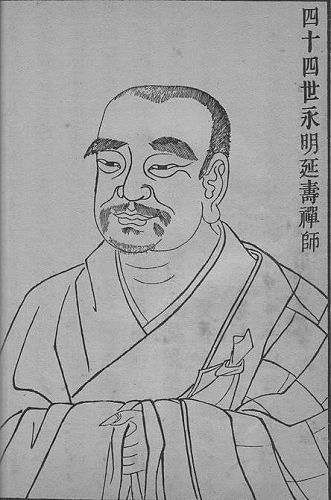
Mistrz chan Yongming Yanshou

Zarówno chan jak i Szkoła Czystej Krainy są formami buddyzmu chińskiego i finalnymi produktami sinizacji buddyzmu. Ponieważ reprezentują myśl mahajany wykazują naturalne tendencje do synkretyzmu.
Jedną z najważniejszych doktryn mahajany, która jest fundamentem filozoficznej i soteriologicznej struktury chińskiego buddyzmu, a szczególnie szkół takich jak chan i tiantai jest teoria natury Buddy (chin. foxing) i wynikła z tego koncepcja niedualności podmiot-przedmiot. Sednem natury Buddy jest afirmacja potencjalności osiągnięcia stanu Buddy przez wszystkie istoty, opisanego w literaturze Tathagatagarbhy.
Innym ważnym konceptem wyłaniającym się z teorii, że natura Buddy istnieje we wszystkich istotach, jest niedualność relacji człowiek-Budda. Ta relacja jest zbudowana na wszystko obejmującej naturze Buddy. Ontologicznie - natura Buddy przedstawia potencjalność osoby do osiągnięcia stanu Buddy, a soteriologicznie - przedstawia drogę jej urzeczywistnienia, która składa się z czynów bodhisattwy. Posługując się  terminologią chińskiego buddyzmu jasno widzimy, że natura Buddy zawiera zarówno "li" (ontologiczną zasadę, noumen) jak i "shi" (soteriologiczną praktykę, fenomen), które są nierozdzielne i ostatecznie łączą się w oświeceniu.

### Chan
Nie ma innej szkoły buddyzmu chińskiego, która dawałaby tak ważne miejsce doktrynie o naturze Buddy, jak chan. Jest to zilustrowane znanym powiedzeniem chanu "Wglądając w swoją naturę, stajesz się Buddą". Moja, czyjaś natura, nie jest niczym innym jak naturą Buddy. Jeśli już posiadamy wrodzenie istotę oświecenia, co można sobie z tego uświadomić? Jest to aktywny i pozytywny wgląd w Pustkę, która jest uświadomieniem czy też urzeczywistnieniem niedualności. W naturze Buddy takie rozróżnienia pomiędzy czyjąś "jaźnią" a Buddą i pomiędzy umysłem a jego przedmiotem - nie powstają. Wybitny mistrz chan Mazu Daoyi tak to wyraził "Ten umysł jest umysłem Buddy". Aby osiągnąć takie urzeczywistnienie, chan bardzo mocno podkreślał jego dostępność poprzez praktykę. Praktyka była rozumiana jako totalne niekonceptualne i osobiste doświadczenie, które nie było usiłowaniem osiągnięcia oświecenia, ale manifestacją oświecenia.

### Szkoła Czystej Krainy
Jeśli chodzi o Szkołę Czystej Krainy, to doktryna natury Buddy (Tathagatagarbhy) przyczyniła się do rozwoju dewocjonalizmu w nauczaniu szkoły. Pozytywny język  literatury związanej z naturą Buddy (Tathagatabarghą), używany w opisach cnót i współczucia Buddy oraz wiecznych i czystych jakości Dharmakai, posłużył jako tekstowa podstawa dewocjonalizmu.
Chociaż dewocjonalizm podkreśla współczucie Buddy, to nauki tej szkoły są również oparte na supozycji, że wszystkie istoty są niegodziwe - chociaż pierwotnie czyste. To wymaga całkowitego poddania własnej jaźni i rozpoznania łaski Buddy, której zrozumienie wymaga wglądu w naturę buddy Amitabhy. Taki wgląd ostatecznie dosięga uświadomienia niedualności własnej jaźni i buddy Amitabhy. Zatem, chociaż szkoła chanu podkreśla uprawianie mądrości ku oświeceniu ze strony zwyczajnej osoby, a Szkoła Czystej Krainy podkreśla wiarę w Buddę i działanie współczucia ze strony Buddy - obie szkoły ostatecznie prowadzą do tego samego religijnego doświadczenia jedności jaźni i Buddy.
Ok. IX w. szkoła ta zaczęła się łączyć ze szkołą chan, na co wpływ miało m.in. to, iż jej patriarchami byli również mistrzowie chan, oraz że były to jedyne dwie tradycje, które nieosłabione wyszły z prześladowań buddyzmu w 845 r. Obie szkoły zaczęły wchodzić w coraz ściślejsze związki, co doprowadziło do powstania stylu praktyki zwanego "chanem Czystej Krainy". Praktyki te rozpoczęły się w kręgu szkoły chan yunmen. Mistrzem chan, który włączył pewne praktyki Czystej Krainy był Yongming Yanshou. Typowym przedstawicielem tych synkretycznych tendencji stała się istniejąca do dziś szkoła ōbaku, założona przez mistrza chan Yinyuana Longqi (1592–1673) w Japonii w 1654 r. Do XV w. zasadniczo cała praktyka chan była połączona z praktykami Szkoły Czystej Krainy. Było to dla wszystkich tak oczywiste, że stało się ortodoksją. Mistrz chan Yunqi Zhuhong (1535-1615) był przykładem syntezy chanu i Czystej Krainy. Dla niego i podobnych mu mistrzów, oświecenie było stopniowym procesem zawartym w żmudnym treningu. Nagłe oświecenie bez nagromadzonego wysiłku nie istniało. Trzech znanych mistrzów chan tego okresu, którzy w wielkim stopniu ożywili szkołę chan: Yunqi Zhuhong, Hanshan Deqing (1546-1623) i Zibo Zhenke (1543-1603), łączyli chan z Czystą Krainą w dużo większym stopniu niż robili to ich następcy. Dlatego takim szokującym wszystkich było pojawienie się mistrza chan Miyuna Yuanwu (1566-1642), który zaczął przywracać "prawdziwego ducha chanu" i jego nauki nie wykazują śladów doktryny Czystej Krainy. Obecnie chiński chan w dalszym ciągu wykazuje w praktyce elementy zaczerpnięte ze Szkoły Czystej Krainy.
Idee szkoły Czystej Krainy zaczęły przenikać do sąsiednich krajów, jednak największą popularność zyskały w Japonii (zobacz Amidyzm). Prekursorem był mnich Kūya (zm. 972) i w ok. 100 lat później – Genshin. Za właściwego twórcę japońskiej szkoły Czystej Krainy uważa się jednak Hōnena, który założył w 1174 r. Szkołę Czystej Krainy. Wkrótce po tym powstało w tym kraju jeszcze kilka szkół amidystycznych, które przetrwały do dziś.

## Trzy tradycje szkoły
- Huiyan liu

nianfo (recytowanie imienia Buddy) medytacyjne
urzeczywistnienie pradźni
dostępna dla ludzi o najwyższych możliwościach
Tradycja ta wyrosła z idei Huiyuana (337–417) wyrażonych m.in. we Wstępie do zebranych wierszy o samadhi nianfo.
- Shandao liu

nianfo inwokacyjne
narodzenie się przez "cudzą siłę"
dostępna dla ludzi o najniższych możliwościach
Ta tradycja oparta była częściowo na ideach Tanluana (476–542) wyrażonych m.in. w Anluo ji i Daochuo (562–645). Kulminacją tego nurtu było 5 prac Shandao (613-681).
- Cimin liu

nianfo synkretyczne
podwójna praktyka zarówno chan jak i Czystej Krainy
dostępna dla ludzi o wszelkich możliwościach, od najniższych do najwyższych
Jest to kulminacja ewolucji myśli Szkoły Czystej Krainy. Została ona usystematyzowana przez mistrza chan Yongminga Yanshou (904–975), jednak prekursorem synkretycznych idei był Cimin Huiri (680–748).

## Patriarchowie
Idee Czystej Krainy zostały zapoczątkowane w Chinach przez Huiyuana (334–417). Jednak wyznawcy za założyciela szkoły uważali bodhisattwę Samantabhadrę. Przekaz nauk następował w szkole następująco:
- Huiyuan z Lushan (Lushan Huiyuan)
- Mistrz Dharmy Tanluan (476–542)
- Mistrz Dhjany, czyli chan Yongming Yanshou (904–975)
- Xingchang
- Mistrz chan Zhuhong Lianchi (1534–1615)
- Xing’an (ostatni)

W Biografiach wybitnych mnichów sukcesja patriarchatu została przedstawiona inaczej
- Mistrz Tripitaki Bodhiruci (starszy)
- Mistrz Dharmy Tanluan (476–542)
- Mistrz Dhjany, czyli chan Daochuo
- Mistrz Dhjany Shandao
- Mistrz Dharmy Huaigan
- Mistrz Dharmy Wulong Shaokang

Według Zbioru ustępów o Ziemi Pokoju i Szczęścia linia sukcesji była następująca
- Mistrz Tripitaki Bodhiruci (starszy)
- Mistrz Dharmy Huichong
- Mistrz Dharmy Daochang
- Mistrz Dharmy Tanluan (476–542)
- Mistrz Dhjany Dahai
- Mistrz Dharmy Fashang

W dwu dziełach Shinrana Shōshin nembutsu ge i Jōdo wasan zestaw patriarchów jest następujący
- Nagardżuna (ok. 150-250)
- Wasubandhu (V w.)
- Tanluan (476-542)
- Daochuo (562-645)
- Shandao (613-681)
- Genshin (942-1017)
- Hōnen (jako Genkū) (1133-1212)

Jednak obecnie najczęściej mówi się o poznanej stosunkowo niedawno liście 9 patriarchów
- Huiyuan z Lushan
- Mistrz Dhjany Shandao
- Bozhou Chengyuan (承远; 711–802)
- Fazhao (zm. 820?)
- Mistrz Dharmy Wulong Shaokang
- Mistrz Dhjany, czyli chan Yongming Yanshou (904–975)
- Xingchang (958–1020)
- Mistrz chan Zhuhong Lianchi (1534–1615)

Współczesna lista 13 patriarchów
- 1. Huiyuan (334-416)
- 2. Shandao (613-681)
- 3. Bozhou Chengyuan (712-802)
- 4. Fazhao (bd)
- 5. Wulong Shaokang (少康; 770-805)
- 6. Yongming Yanshou (904-975) mistrz chan
- 7. Zhaoqing Shengchang (省常, także Xingchang; 959-1020)
- 8. Lianchi (莲池; 1532-1612) mistrz chan Hangzhou Zhuhong
- 9. Ouyi Zhixu (1598-1655) mistrz chan
- 10. Xingce (行策; 1627-1682)
- 11. Shixian (实贤; 1686–1734)
- 12. Jixing Chewu (際醒徹悟; 1741-1810) mistrz chan
- 13. Yinguang (印光; 1861-1941) mistrz chan Shengliang (圣量)

## Szkoła Czystej Krainy
- Huiyuan (344-416)

|
|
- Bodhiruci (zm. ok. 535)

- Tanluan (476-542)

|
|
- Daochuo (562-645)

- Shandao (613-681)

- Daoquan (bd)
- Huaigan (bd)

|
|
- Cimin Huiri (680-748)

- Bozhou Chengyuan (712-804)

- Fazhao (zm. 756-822)

|
|
- Shaokang (zm. 805)

|
|
- Yongming Yanshou (904-975)